# Partido judicial de San Bartolomé de Tirajana
El Partido judicial de San Bartolomé de Tirajana  es uno de los 19 partidos judiciales en los que se divide la comunidad autónoma de Canarias , siendo el partido judicial n.º 6  de la provincia de Las Palmas y uno de los 7 partidos judiciales de dicha provincia.
El ámbito territorial, que viene regulado por el Real Decreto 529/1983, de 9 de marzo, comprende los municipios de :
Mogán, San Bartolomé de Tirajana y Santa Lucía de Tirajana